# Sânpetru (Brașov)
Sânpetru (veraltet Sânt Petru; deutsch Petersberg, siebenbürgisch-sächsisch Piterschbårch oder Peterschbarch, ungarisch Barcaszentpéter) ist eine Gemeinde im Kreis Brașov in der Region Siebenbürgen in Rumänien.
Der Ort ist auch unter den deutschen Namen Petersdorf und Petersburg und der ungarischen Bezeichnung Szentpéter bekannt.

## Geschichte
Das Dorf Petersberg wurde wohl zur Zeit des Deutschen Ordens (1211–1225) angelegt (mehr dazu hier) und gehörte zur Tartlauer Hundertschaft. 1240 wird es erstmals urkundlich erwähnt. In diesem Jahr stiftete der ungarische König Béla IV. die Ortschaften Tartlau, Honigberg, Marienburg und Petersberg dem Zisterzienserorden. Dem Orden sollten die Steuereinnahmen aus diesen Orten zukommen; darüber hinaus durften ohne die Zustimmung der Zisterzienser weder Bauarbeiten durchgeführt, noch Kunstwerke in Auftrag gegeben oder Friedhöfe geweiht werden.
Bei der Kirchenzählung 1900 lebten in Petersberg 2173 Einwohner, davon 1183 Sachsen, 942 Rumänen und 47 Magyaren. Vor der rumänischen Enteignung 1948 verfügte der Ort über 601 Joch und 1069 Klafter Ackerland. Die Vermögensverhältnisse der Sachsen waren allgemein gut: der reichste Wirt hatte 42 Joch, ein mittlerer Wirt im Durchschnitt 7–10 Joch Grundbesitz, drei Familien sind als arm zu bezeichnen.
Im Zweiten Weltkrieg wurden viele männliche Einwohner als „volksdeutsche“ Rekruten zur deutschen Wehrmacht eingezogen; 1945 wurden 224 Sachsen aus Petersberg zur Zwangsarbeit in die Sowjetunion verschleppt. Von diesen starben 55 dort. Eine Gedenktafel in der Peterskirche erinnert heute an sie.
Nach der Enteignung im Frühjahr 1948 wurden aus verschiedenen Landesteilen Rumäniens Kolonisten in Petersberg angesiedelt. 1954 wurde der Ackerbau in einer landwirtschaftlichen Produktionsgenossenschaft zwangskollektiviert.
1958–1960 und in den siebziger Jahren wanderten die ersten Sachsen nach Deutschland aus, im Ort blieben noch etwa 700 von ihnen. 1972 wurden Pfarrhaus und Kirchturm renoviert, der Turm erhielt ein elektrisches Glockengeläut. Unter der kommunistischen Diktatur Ceaușescus blieb das Leben schwer erträglich. Nach der rumänischen Revolution (1989) wanderten die meisten sächsischen Einwohner Petersbergs aus: Zum Jahreswechsel 1989/1990 zählte Petersberg 624 evangelische Seelen, im September 1990 sind es 423, 1996 nur noch 140. Zum Peter-und-Paulstag wird alljährlich das Burgfest mit Gästen aus dem In- und Ausland gefeiert.

## Kirchenburg St. Peter

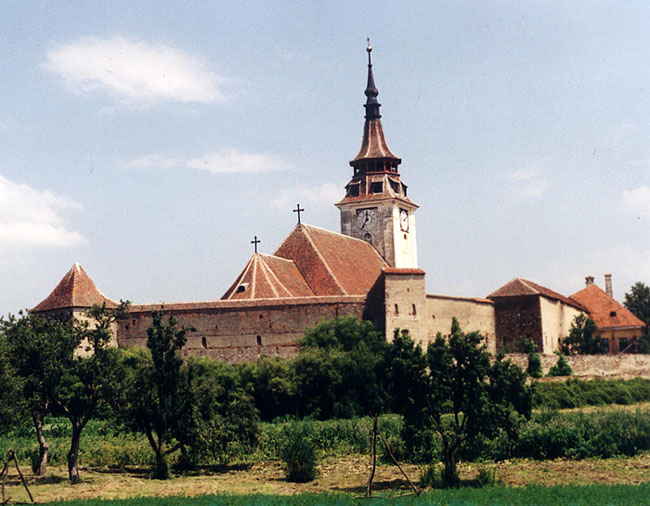
Kirchenburg in Petersberg

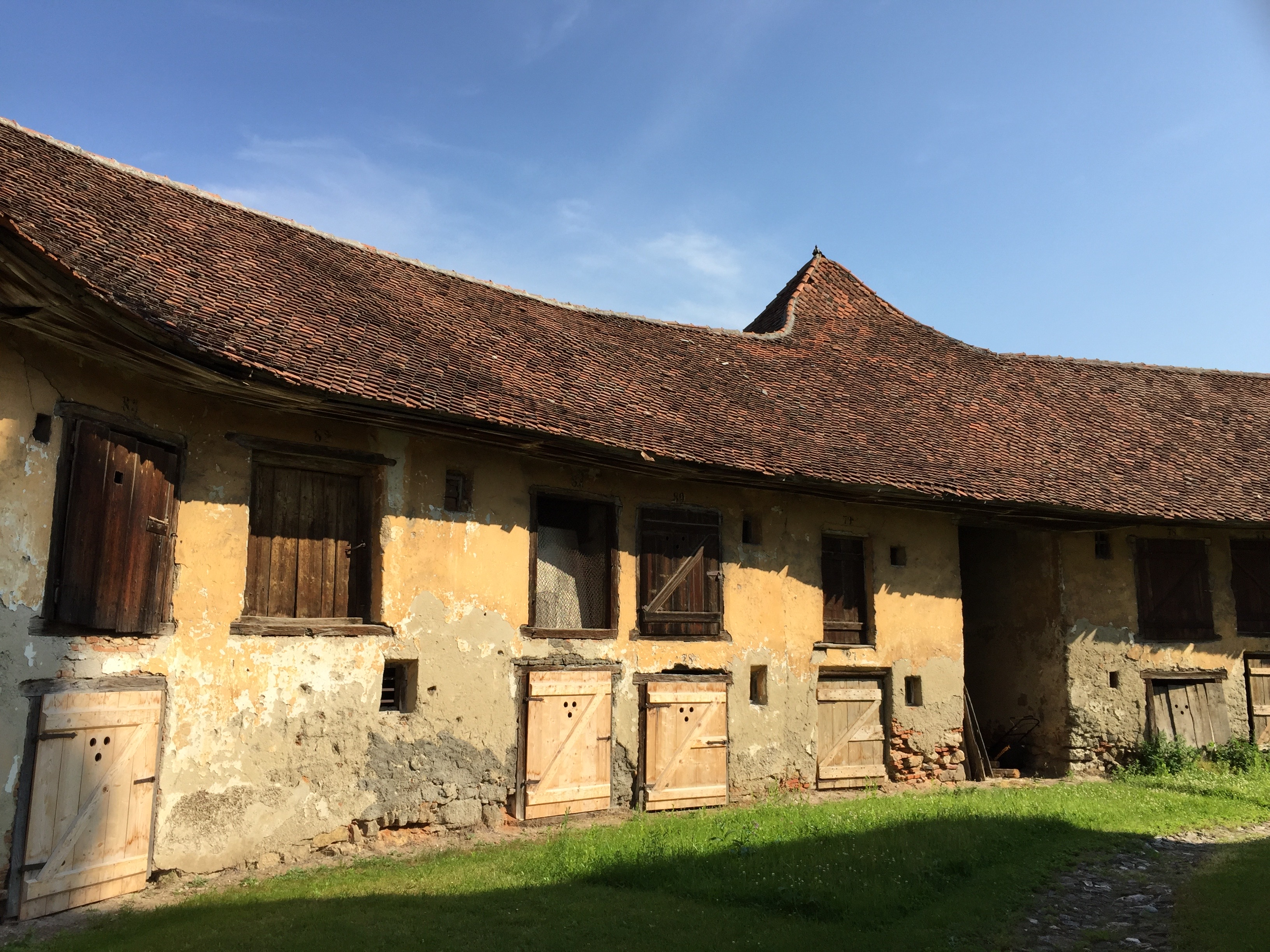
Innenseite der Ringmauer

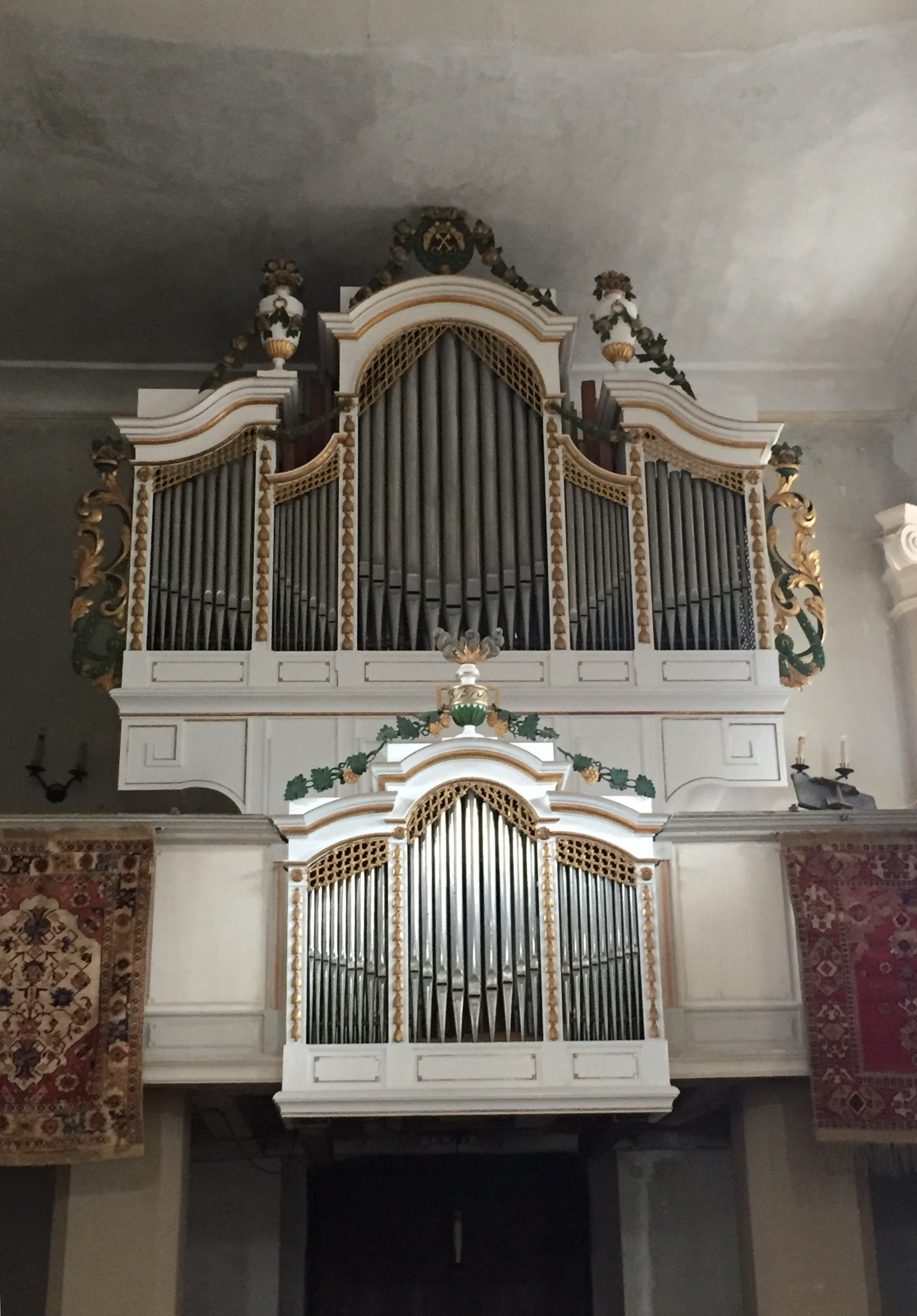
Orgelprospekt der Kirche (2018)

Das Wahrzeichen von Sânpetru ist die Kirchenburg aus dem 13. Jahrhundert. Um 1240 erbauten wahrscheinlich Zisterzienser eine erste Kirche. 1432 wurden die Kirche und ein Großteil des Ortes während einer osmanischen Invasion zerstört. Danach errichtete die Gemeinde eine 8 m hohe Ringmauer um die Kirche. In der Mauer befinden sich zahlreiche Lagerräume. Fünf Türme und ein Graben verstärkten die Befestigung.
Im 17. Jahrhundert zerstörte ein Feuer die Kirche und das Gemeindearchiv. 1713 stürzte der Glockenturm ein und wurde 1778 bis 1782 neu errichtet. Auch dieser Turm stürzte ein; 1795 wurde der gesamte Bau abgerissen und eine neue Kirche an gleicher Stelle errichtet. Von der Ausstattung der alten Kirche blieben nur zwei Reliefmedaillons erhalten, die heute im Sockel des Hochaltars eingebaut sind. Innerhalb der Ringmauer sind noch originale Fresken aus dem 13. Jahrhundert erhalten.

### Orgel
Die Peterskirche besitzt eine Orgel (1826) des Siebenbürger Orgelbauers Johann Thois (1769–1830). 1908 wurde sie durch Karl Einschenk nach dem romantisierenden Verständnis seiner Zeit umgebaut, 2010 bis 2015 von Albert József aus Klausenburg gründlich repariert. Dabei wurde der Spieltisch umgedreht, die Mechanik erneuert und eine Manualkoppel eingebaut. Am 25. April 2015 wurde die restaurierte Orgel eingeweiht. Die ursprüngliche Disposition von Thois konnte rekonstruiert werden; bei der Restaurierung wurden die von Einschenk hinzugefügten Pfeifen belassen:
Die ursprüngliche Disposition von Johann Thois (1826) lautet wie folgt:
| Hauptwerk C–f3  |     |
| Quintade (C–c1) | 16' |
| Principal       | 8'  |
| Quintaton       | 8'  |
| Salicional      | 8'  |
| Octav           | 4'  |
| Fugara          | 4'  |
| Quinta          | 3'  |
| Superoctav      | 2'  |
| Mixtur 4-fach   |     |

| Rückpositiv C–f3 |    |
| Flauto           | 8' |
| Principal        | 4' |
| Flauto           | 4' |
| Octav            | 2' |
| Spitzfloet       | 2' |

| Pedal C–c1    |     |
| Violon        | 16' |
| Subbaß        | 16' |
| Octav         | 8'  |
| Superoctav    | 4'  |
| Posaune       | 16' |
| Mixtur 6-fach |     |

Die heutige Disposition (seit 2015) lautet:
| I Manual C–   |        |
| Bourdon       | 16'    |
| Principal     | 8'     |
| Gemshorn      | 8'     |
| Salicional    | 8'     |
| Octav         | 4'     |
| Fugara        | 4'     |
| Quinta        | 2 2/3' |
| Superoctav    | 2'     |
| Mixtur 4 fach |        |

| II Manual C– |    |
| Flauta       | 8' |
| Gamba        | 8' |
| Dolce        | 8' |
| Principal    | 4' |
| Flauto       | 4' |

| Pedal C–  |     |
| Principal | 16' |
| Viola     | 16' |
| Subbaß    | 16' |
| Octavbaß  | 8'  |
| Cello     | 8'  |
| Octav     | 4'  |

- Koppeln:  II/I, I/P, II/P[9]

Spiel- und Registertraktur sind mechanisch.